# Obereopsis subchapaensis
Obereopsis subchapaensis är en skalbaggsart som först beskrevs av Stefan von Breuning 1965.  Obereopsis subchapaensis ingår i släktet Obereopsis och familjen långhorningar.
Artens utbredningsområde är Laos. Inga underarter finns listade i Catalogue of Life.